# Jesús María Echavarría y Aguirre
Jesús María Echavarría y Aguirre, né le 6 juillet 1858 à Bacubirito au Mexique et mort le 5 avril 1954 à Saltillo au Mexique, est un évêque catholique mexicain, fondateur de la congrégation religieuse des sœurs catéchistes guadalupéennes.
Il est ordonné prêtre en 1886, et s'investit très vite sur l'éducation et le catéchisme des enfants. En 1904, il est ordonné évêque de Saltillo. Il organise la formation de ses prêtres et l'éducation des enfants. Pour cela, il fonde en 1921 une congrégation de religieuses (les sœurs catéchistes de Guadalupe) qui ont pour mission de scolariser les enfants et leur donner une formation chrétienne. Il fonde plusieurs écoles dans les villes et les campagnes. Prudent et réservé en politique, il est néanmoins contraint à l'exil durant la guerre des Cristeros. 
Âgé de 96 ans, il décède en 1954, considéré comme un saint par une partie de la population. Son procès en béatification est ouvert en 1984. Le 8 février 2014, il est déclaré vénérable par le pape François.

## Biographie

### Enfance
Jesús María Echavarría y Aguirre est né à Bacubirito (Mexique) le 6 juillet 1858. Il est l'ainé des douze enfants de Don Ignacio Echavarría Yanez (1830 - août 1904) et de Doña María del Refugio Aguirre Rochini (26 mai 1841 - 3 avril 1919) ; ses parents s'étaient mariés en 1857. Son baptême est célébré le 18 juillet dans l'église paroissiale locale dans laquelle il reçoit les noms de José María Francisco Romulo de Jesús.
Dès l'enfance, il se distingue par sa piété religieuse, et sa dévotion à la Sainte Vierge. Durant sa jeunesse, il « se sent appelé à devenir religieux », il en parle au curé de Badiraguato qui l'envoie au séminaire de Culiacán, où il termine ses études et se prépare au sacerdoce.

### Le prêtre
Ordonné prêtre le 28 octobre 1886, sa première fonction est celle de recteur du séminaire de son diocèse. Ensuite, il est nommé vicaire et curé de la paroisse del Fuerte. Les habitants y ont témoigné qu'il y travaille « avec un zèle apostolique » est qu'il est estimé de tous ses paroissiens. Il s'investit dans le soin et l'éducation chrétienne des enfants. Pour cela, il organise des séances de catéchisme deux fois par semaine dans l'église, où il enseigne personnellement, avec d'autres intervenants appelés pour l'occasion,.
Il est ensuite nommé vicaire de la cathédrale du Culiacán, où il poursuit ses actions d'enseignements. Dans cette paroisse, il lance la construction de l'église du Sacré-Cœur de Jésus à Culiacán,.
Le 3 décembre 1902, il est nommé vicaire général du diocèse de Sinaloa, par l'évêque du diocèse de Saltillo, Mgr Santiago Zubiría y Manzanera.

### L'évêque

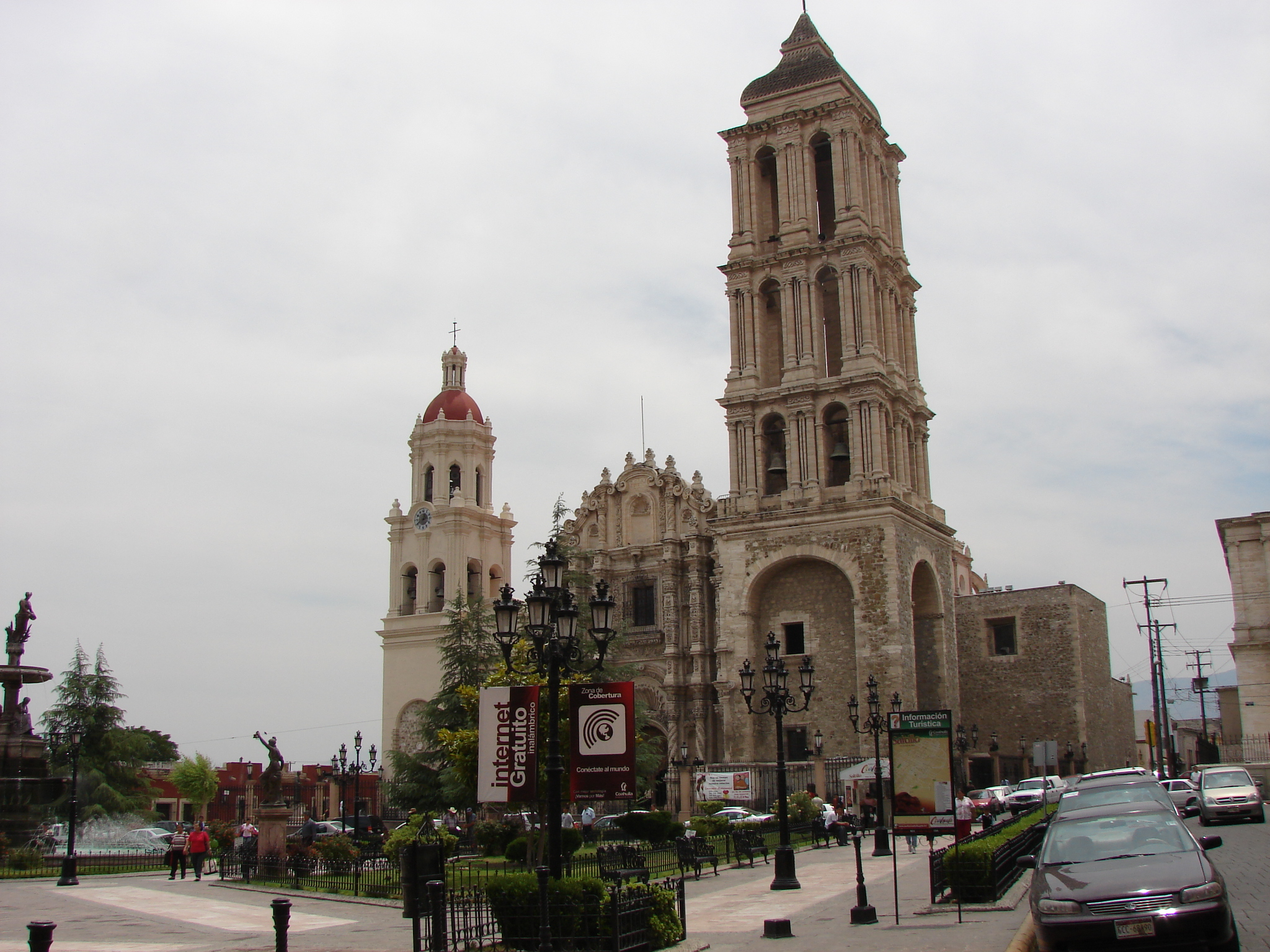
Cathédrale de Saltillo.

À la mort de l'évêque de Saltillo, il est nommé évêque du lieu, le 16 décembre 1904, par le pape Pie X. Il est ordonné évêque le 12 février suivant,. 
Le diocèse, à cette date, présente de nombreuses carences tant matérielles que spirituelles. Une des pénuries les plus visibles est le manque de prêtres : il n'y a que 11 prêtres pour un diocèse d'une superficie de 150 000 km2. Mgr Echevarria s'attache alors d'organiser la structure de l'enseignement de la « doctrine chrétienne ». Pour l'aider dans les tâches d'enseignement, il fonde la congrégation des Sœurs catéchistes de Guadalupe en 1921. Cette congrégation, est officiellement reconnue par Rome dans le décret du 4 juin 1923. Le but de ces religieuses est « d'être le bras droit des prêtres dans le service des plus pauvres, la catéchèse et l'éducation chrétienne ». Il travaille sans relâche à l'évangélisation des zones rurales de son diocèse. Tout au long de son épiscopat il se préoccupe des plus nécessiteux, défend la dignité des pauvres. Il crée le séminaire de Saltillo où il se dévoue à la bonne formation de son clergé.
Pour protéger les enfants, Mgr Echavarría met en place des écoles pour les enfants pauvres (qu'il finance personnellement). Ces écoles sont appelées « écoles à domicile » car ces écoles se font dans une « ambiance familiale et chrétienne ». Ces écoles sont réparties dans plusieurs villes du diocèse (comme Torreón, San Pedro de las Colonias (es), Monclova, Frontera, Parras de la Fuente, Saltillo).
En politique, il se montre prudent et discret : ainsi, il n'a jamais eu de conflits ou de confrontations publiques avec les autorités de son temps. Cependant il n'échappe pas à la vague de persécutions religieuses qui frappent le pays lors de la guerre des Cristeros. Durant un temps, il exerce son ministère dans la clandestinité et au péril de sa vie. Il est même contraint de s'exiler quelque temps aux États-Unis (de 1914 à 1918, puis de 1927 à 1929),.
Âgé de 96 ans, Mgr Echavarría décède, le 5 avril 1954. Les paroissiens de Saltillo viennent le pleurer lors de ses funérailles, gardant le souvenir « d'un saint homme ». Il est inhumé dans la cathédrale Santiago de Saltillo.

## Spiritualité
Toute sa vie il montre un grand dévouement pour Dieu, pour l'Église et ses paroissiens, avec une attention particulière pour les pauvres et les enfants. Il célèbre l'Eucharistie avec « dévotion et un profond respect » et il a une grande dévotion pour la Vierge Marie (en particulier, la Vierge de Guadalupe).
Avec les prêtres de son diocèse, il a une relation paternelle mais « énergique », souhaitant que ses « principaux collaborateurs progressent dans la foi ».
Il a également une grande dévotion pour le Sacré-Cœur de Jésus et une vénération respectueuse pour le pape.

## Les Sœurs Catéchistes de Guadalupe

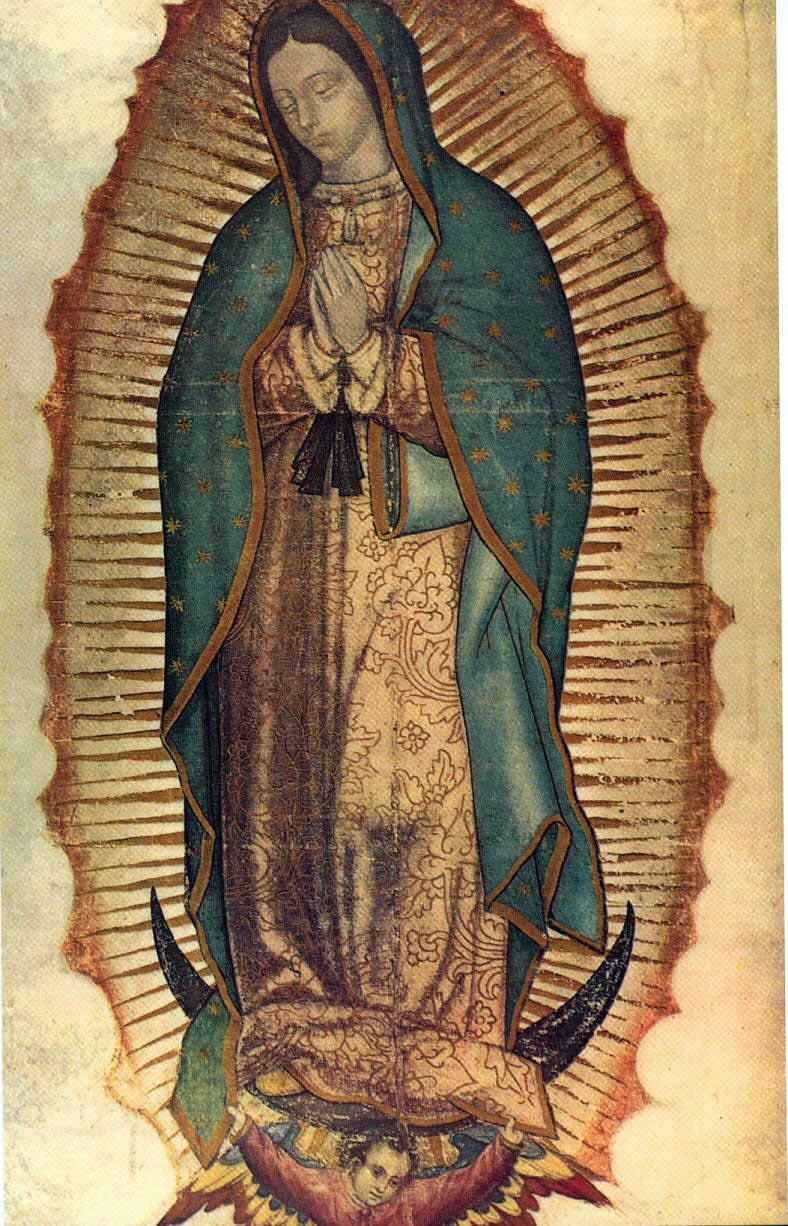
Vírgen de Guadalupe (copie originale, gravure du XVIe siècle).

La congrégation des Sœurs Catéchistes de Guadalupe (Hermanas Catequistas Guadalupanas) est fondée le 27 juin 1921 avec quelques volontaires et l'établissement d'une première école accolée au sanctuaire de Notre-Dame de Guadalupe à Saltillo,. Le charisme de ce nouvel institut est défini comme « la configuration avec Jésus-Christ bon pasteur et unique maître », sa spiritualité est « la charité pour Dieu et pour le prochain », sa mission : l'éducation et la catéchèse à destination des pauvres et des marginaux (pastorale paroissiale, rurale, éducative, des indigènes, des Mexicains et des immigrants mexicains aux États-Unis).
Le 24 août 1923, les premières religieuses prononcent leurs vœux solennels dans la congrégation naissante. Très vite les persécutions religieuses qui frappent le Mexique touchent la congrégation naissante. Les religieuses connaissent des pressions et menaces des autorités gouvernementales. Elles doivent parfois se cacher pour poursuivre leur mission. La paix civile retrouvée, elles poursuivent leur mission.
De nos jours, la congrégation compte 25 maisons, et 140 religieuses, dans diverses régions du Mexique et des États-Unis,. Leur maison mère est basée à Mexico.

## Vénération et béatification
La chambre où l'évêque est décédé (et qu'il a occupée pendant plus d'une décennie) est restée inchangée. Elle est devenue un lieu de pèlerinage où des fidèles viennent « pour demander une faveur » à l'ancien évêque de Saltillo. Le musée, installé dans la maison, contient de nombreux témoignages de fidèles, relatant des miracles et grâces obtenus par l'intercession de Mgr Echavarría.
Le procès diocésain de béatification s'est déroulé de 1984 à 1995. La positio a été présentée en 2001 au Vatican, et depuis le 8 février 2014, il est reconnu vénérable par l'Église catholique.
Le procès pour l'étude d'un miracle a été instruit de 1999 à 2001 et envoyé pour étude au Vatican.
Sa mémoire est célébrée le 5 avril.